# Grégoire Pennes
Grégoire Pennes est un trampoliniste français, né le 7 janvier 1984 à Paris. Il est licencié à Bois-Colombes, l'unique club de sa carrière. 12e à Pékin en 2008, Grégoire Pennes a pris part, vendredi 3 août 2012 à Londres, à ses deuxièmes jeux olympiques en terminant 7e. Samedi 3 juin 2012 à Rodez, il réussit l'exploit de remporter son septième titre de champion de France individuel consécutivement, effaçant Lionel Pioline (champion du monde 1984 et 1986) des tablettes. À l'été 2006 il initie le rappeur Puff Daddy au trampoline sur une plage privée de St Tropez, en compagnie de Sébastien Martiny, Sébastien Laïfa et Franck Bardy.

## Carrière
Grégoire Pennes débute le trampoline à 7 ans avec son premier entraîneur, Vincent Mainfray[réf. nécessaire], puis avec Christine Blaise qui entraînera également son coéquipier, Sébastien Martiny.
Lors du Championnat de France de 1995 à Rennes, il se classe 2e en trampoline synchronisé et remporte ainsi sa première médaille nationale, avec Sébastien Martiny. En août 1996, lors des Championnats du Monde de la Jeunesse à Kamloops (Canada), le duo Pennes-Martiny finit 1er dans la catégorie des 11-12 ans. En 1998, les coéquipiers conserveront leur titre au terme de l'édition de Sydney (Australie).
En juin 2000, Grégoire Pennes obtient son premier titre de champion de France junior individuel[Où ?] et fait son entrée en équipe de France junior[réf. souhaitée], puis participe en octobre au Championnat d'Europe Junior à Eindhoven (Pays-Bas). Il y remporte la médaille de bronze en trampoline synchronisé avec Sébastien Martiny.
Poursuivant sa progression, Grégoire Pennes finit 2e au Championnat de France 2002 à Levallois-Perret, derrière David Martin, finaliste olympique en 2000 et 2004.
Au mondial 2009 à Saint-Pétersbourg, la paire de Bois-Colombes décroche la médaille d'argent, qu'elle conservera en novembre 2010 au mondial de Metz.
En avril 2010 cependant Pennes remporte sa première victoire individuelle en coupe du monde lors de l'étape de Gand (Belgique), 15 jours avant de remporter le titre individuel de champion d'Europe à Sofia (Bulgarie). 
En terminant à nouveau 6e du mondial 2011 à Birmingham (comme en 2010 à celui de Metz), Pennes sélectionne la France pour les jeux olympiques de Londres.
Lors de la finale par équipe des Championnats d'Europe de trampoline 2012 à Saint-Pétersbourg, Pennes se blesse à une cheville et ne peut défendre son titre en finale individuelle, malgré une victoire dans son groupe de qualification.
En décembre 2012 il intègre le Cirque du Soleil et est affecté au spectacle Mystère joué 10 fois par semaine du samedi au mercredi à l'hôtel-casino Treasure Island à Las Vegas.